# ヴェヌーシア・T70
T70は、東風日産が製造、ヴェヌーシアブランドで販売している自動車である。

## 概要
2014年11月、広州モーターショーでヴェヌーシアブランド初のSUVとして初披露され、スマートフォン連携機能付きディスプレイオーディオやアラウンドビューモニターなどを採用している。。